# 神戸スバルが丘保育専門学校
神戸スバルが丘保育専門学校（こうべスバルがおかほいくせんもんがっこう）は、兵庫県神戸市中央区に所在する専修学校。

## 概要
2024年4月に開校。
昼間部と昼夜間部の2コースを設置。昼夜間部は、働いていたり家事をしている人などを対象とする。通常の夜間部の専門学校は3年間で卒業であるが、ここの昼夜間部は2年間で卒業できる。昼間コースには3年かけて卒業する長期履修制度も設けられる。
入学者には保育士と幼稚園教諭二種免許を取得するということを義務付ける。近畿大学九州短期大学通信教育部との連携も行っており、卒業と同時に短大卒の資格も取得することができる。
校舎は同じ学校法人が運営する神戸第一高等学校に隣接しており、この高校のグラウンドや体育館も利用できるようになっている。授業では1人1台のピアノを利用して、タブレット端末の無償貸与も行う。